# Departamento de General Belgrano (kommun i Chaco)
Departamento de General Belgrano är en kommun i Argentina.   Den ligger i provinsen Chaco, i den norra delen av landet, 900 km norr om huvudstaden Buenos Aires.
Trakten runt Departamento de General Belgrano består i huvudsak av gräsmarker. Runt Departamento de General Belgrano är det glesbefolkat, med 8 invånare per kvadratkilometer.